# Ridi pagliaccio
Ridi pagliaccio — сорок второй студийный альбом итальянской певицы Мины, выпущенный в 1987 году на лейбле PDU.
Данным альбомом певица отпраздновала тридцатилетие своей творческой деятельности.
Альбом занял второе место в еженедельном хит-параде, а в годовом стал 16.

## Список композиций
| №   | Название                           | Автор(ы)                          | Длительность |
| --- | ---------------------------------- | --------------------------------- | ------------ |
| 1.  | «Il portiere di notte»             | Энрико Руджери                    | 5:37         |
| 2.  | «Moody’s Mood»                     | Джеймс Муди, Эдди Джефферсон      | 2:27         |
| 3.  | «Canzoni stonate»                  | Могол, Альдо Донати               | 3:53         |
| 4.  | «This Masquerade»                  | Леон Расселл                      | 4:23         |
| 5.  | «Into the Groove»                  | Мадонна, Стефан Брэй              | 5:02         |
| 6.  | «It’s Impossible»                  | Армандо Мансанеро, Сид Уайн       | 2:57         |
| 7.  | «Un’ora»                           | Антонио Амурри, Бруно Канфора     | 3:27         |
| 8.  | «You’ll Never Never Know»          | Пол Роб, Тони Уильямс, Джин Миллс | 2:53         |
| 9.  | «La compagnia»                     | Могол, Карло Донида               | 5:02         |
| 10. | «I Left My Heart in San Francisco» | Дуглас Кросс, Джордж Кори         | 3:10         |
| 11. | «Noi due nel mondo e nell’anima»   | Роби Факкинетти, Валерио Негрини  | 4:25         |

| №   | Название                     | Автор(ы)                                     | Длительность |
| --- | ---------------------------- | -------------------------------------------- | ------------ |
| 1.  | «Ridi pagliaccio»            | Руджеро Леонкавалло                          | 2:12         |
| 2.  | «Das Kind ist in dem Teller» | Массимилиано Пани                            | 1:12         |
| 3.  | «Lui, lui, lui»              | Паоло Лимити, Массимилиано Пани              | 4:16         |
| 4.  | «È Natale»                   | Валентино Альфано, Массимилиано Пани         | 4:20         |
| 5.  | «L’ultimo gesto di un clown» | Паоло Лимити, Морено Феррара, Франко Фассано | 4:03         |
| 6.  | «Dalai»                      | Самуэле Черри, Рэнди Джексон                 | 3:51         |
| 7.  | «Un tipo indipendente»       | Массимилиано Пани, Альберто Де Мартини       | 5:03         |
| 8.  | «Cuore, amore, cuore»        | Паоло Лимити, Массимилиано Пани              | 4:25         |
| 9.  | «Bignè»                      | Валентино Альфано, Пино Прести               | 4:06         |
| 10. | «Rimani qui»                 | Джорджо Калабрезе, Рэнди Джексон             | 4:16         |

## Чарты
| Чарт (1988)              | Высшая позиция |
| ------------------------ | -------------- |
| Европа (Music & Media)   | 51             |
| Италия (Musica e dischi) | 2              |

| Чарт (1988)              | Позиция |
| ------------------------ | ------- |
| Италия (Musica e dischi) | 16      |